# ジャック・パランス
ジャック・パランス（Jack Palance, 1919年2月18日 - 2006年11月10日）は、アメリカ合衆国の俳優。本名はVolodymyr Palahniuk、ペンシルベニア州出身で両親はウクライナからの移民。

## 生涯

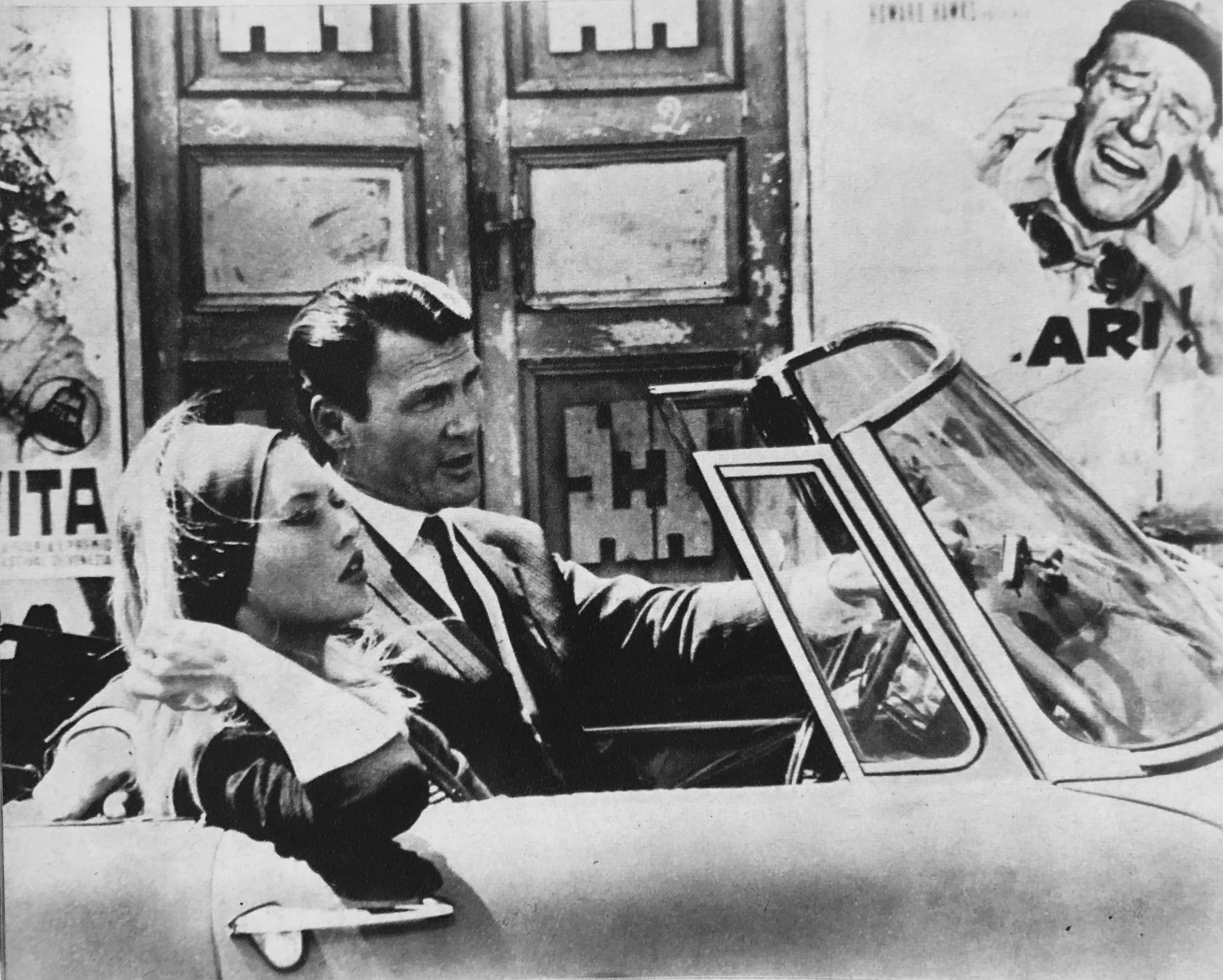
『軽蔑』（1963年）

1940年代はプロのボクサーであった。第二次世界大戦中はB-24のパイロットとして従軍、火災で怪我を負って顔に整形手術を受けている。大戦後にスタンフォード大学で演劇を学んだ。
1950年に映画デビューし、1952年の『突然の恐怖』と、翌年の『シェーン』でアカデミー助演男優賞にノミネートされる。その強烈なアクの強い個性は、たちまちハリウッドを席巻し、世界中からも注目の的となっていく。その背景には、戦災によって顔を整形したという影響が少なからず関係しているといえ、奇しくもコンプレックスとなるはずが、怪我の功名に転じた。
1950年代後半は、異色戦争アクション『攻撃』に主演。売出し中のアンソニー・パーキンスと共演した『ロンリー・マン』もヒット作となる。以降は、残忍な悪役ばかりではなく、精悍な指揮官役やクセのあるヒーローなど、他の俳優が演じられないような難しい役柄をこなしていく。
1960年代は、一時ヨーロッパに招かれ、フィルムノワールやヌーヴェルヴァーグ系の映画に出演。ゴダールの『軽蔑』をはじめ、異色作に意欲を見せ、性格俳優としても開眼する。
1970年代、刑事物の人気TVドラマ『刑事ブロンク』シリーズで主演し、日本でもお茶の間で親しまれた。その後は、しばしばB級作品やビデオ映画、チープホラーなどに主演していたが、1987年、パーシー・アドロン監督作『バグダッド・カフェ』で久々に復活。ヒロインに想いを寄せ、老いてもなお生きる活力を求めようとする老画家役を演じた。その後もコミカルな役柄など、これまでにないキャラクターに挑戦。新境地を開いていく。
1991年の『シティ・スリッカーズ』でアカデミー助演男優賞を受賞した。その際、腕立て伏せを披露するパフォーマンスは語り草となっている。3年後には同作品の続編でも顔を出した。
2000年代に入ってからもTV、映画両面で活動を精力的に続け、『潮風のサラ3/冬の終わり』や『ナイトビジョン』などでは、ミステリアスな老人役を演じた。
2006年11月10日、老衰のためカリフォルニア州の自宅で死去。87歳没。
作家チャック・パラニュークの遠縁の叔父にあたる。
サム・ペキンパー監督スティーブ・マックイーン主演の『ゲッタウェイ』でアル・レッティエリが演じたルディ役は、当初はパランスが予定されていたが、ギャラの問題などで実現しなかった。

## 主な出演作品
日本語吹替は主に大塚周夫、小林清志、納谷悟朗らが分け合う形で担当した。
| 公開年    | 邦題 原題                                                                                            | 役名                                       | 備考                                                           |
| --------- | --- | ------------------------------------------ | -------------------------------------------------------------- |
| 1950      | 暗黒の恐怖 Panic in the Streets                                                                      | ブラッキー                                 |                                                                |
| 1950      | 地獄の戦場 Halls of Montezuma                                                                        | レイン                                     |                                                                |
| 1952      | 突然の恐怖 Sudden Fear                                                                               | レスター・ブレイン                         |                                                                |
| 1953      | シェーン Shane                                                                                       | ジャック・ウィルソン                       |                                                                |
| 1953      | 第二の機会 Second Chance                                                                             | ゴードン                                   |                                                                |
| 1953      | アロウヘッド Arrowhead                                                                               | トリアノ                                   |                                                                |
| 1953      | 熱砂の大脱走 Flight to Tangier                                                                       | ジル・ウォーカー                           |                                                                |
| 1954      | 異教徒の旗印 Sign of the Pagan                                                                       | アッティラ                                 |                                                                |
| 1954      | 銀の盃 The Silver Chalice                                                                            | シモン                                     |                                                                |
| 1955      | 悪徳 The Big Knife                                                                                   | チャールズ・キャッスル                     |                                                                |
| 1955      | 俺が犯人(ホシ)だ! I Died a Thousand Times                                                            | ロイ                                       |                                                                |
| 1956      | 攻撃 Attack                                                                                          | ジョー・コスタ                             |                                                                |
| 1957      | ロンリー・マン The Lonely Man                                                                        | ジェイコブ・ウェイド                       |                                                                |
| 1957      | 0(ゼロ)番号の家 House of Numbers                                                                     | アーニー／ビル                             |                                                                |
| 1959      | 地獄へ秒読み Ten Seconds to Hell                                                                     | エリック                                   |                                                                |
| 1960      | ナポレオン/アウステルリッツの戦い Austerlitz                                                         | General Weirother                          |                                                                |
| 1960      | カルタゴの大逆襲 The Barbarians                                                                      | Revak                                      |                                                                |
| 1961      | 蒙古の嵐 I Mongoli                                                                                   | Ogatai                                     |                                                                |
| 1961      | ビザンチン大襲撃 Rosmunda e Alboino                                                                  | Alboino                                    |                                                                |
| 1962      | バラバ Barabbas                                                                                      | Torvald                                    |                                                                |
| 1962      | 戦闘 La guerra continua                                                                              | ジャック                                   |                                                                |
| 1963      | 軽蔑 Le Mépris                                                                                       | ジェレミー・プロコシュ                     |                                                                |
| 1965      | 泥棒を消せ Once a Thief                                                                              | ウォルター                                 |                                                                |
| 1966      | プロフェッショナル The Professionals                                                                 | ラザ                                       |                                                                |
| 1967      | 残酷の沼 Torture Garden                                                                              | ロナルド                                   |                                                                |
| 1967      | ドラゴン爆破指令 Kill a Dragon                                                                       | リック・マスターズ                         |                                                                |
| 1968      | 残酷・魔性!ジキルとハイド The Strange Case of Dr. Jekyll and Mr. Hyde                                | ジキル博士／ハイド氏                       | テレビ映画                                                     |
| 1968      | 豹/ジャガー Il Mercenario                                                                            | カーリー                                   |                                                                |
| 1968      | ラスベガス強奪作戦 Las Vegas, 500 millones                                                           | ダグラス                                   |                                                                |
| 1969      | ならず者たち The Desperados                                                                          | Parson Josiah Galt                         |                                                                |
| 1969      | 地獄のプラトーン Hora cero: Operación Rommel                                                         | ジョン・ヘストン                           |                                                                |
| 1969      | マルキ・ド・サドのジュスティーヌ Marquis de Sade: Justine                                            | Antonin                                    |                                                                |
| 1969      | ゲバラ! Che!                                                                                         | フィデル・カストロ                         |                                                                |
| 1969      | 激戦地 La legione dei dannati                                                                        | チャーリー・マクファーソン                 |                                                                |
| 1970      | マクマスターズ The McMasters                                                                         | コルビー                                   |                                                                |
| 1970      | モンテ・ウォルシュ Monte Walsh                                                                       | チェット・ロリンズ                         |                                                                |
| 1970      | ガンマン大連合 Vamos a matar, compañeros                                                             | ジョン                                     |                                                                |
| 1971      | ホースメン The Horsemen                                                                              | Tursen                                     |                                                                |
| 1972      | チャトズ・ランド Chato's Land                                                                        | クインシー・ホイットモア                   |                                                                |
| 1973      | 明日なき夕陽 Blu gang vissero per sempre felici e ammazzati                                          | ヒルマン                                   |                                                                |
| 1973      | オクラホマ巨人 Oklahoma Crude                                                                        | ヘルマン                                   |                                                                |
| 1974      | 凄惨!狂血鬼ドラキュラ Dracula                                                                        | ドラキュラ伯爵                             | テレビ映画                                                     |
| 1974      | 狂気のいけにえ Craze                                                                                 | ニール                                     |                                                                |
| 1975      | 白衣に秘められた幻想 L' Infermiera                                                                   | Mr. Kitch                                  |                                                                |
| 1976      | 極道USA The Four Deuces                                                                              | ヴィク                                     |                                                                |
| 1976      | サファリ特急 Safari Express                                                                          | ヴァン・ダーレン                           |                                                                |
| 1976      | アフリカ特急 Africa Express                                                                          | ロバート・プレストン／ウイリアム・ハンター |                                                                |
| 1976      | 暴走ひったくり750 Squadra antiscippo                                                                 | ノーマン・シェリー／リチャード・J・ルッソ  |                                                                |
| 1975-1976 | 刑事ブロンク Bronk                                                                                   | アレックス・ブロンク                       | テレビシリーズ、26エピソードに主演                             |
| 1976      | ラスト・エマニュエル/異国の情事 Eva nera                                                             | ジュダ・カーマイケル                       |                                                                |
| 1976      | ザ・シシリアン/復讐の挽歌 I Padroni della città                                                      | スカーフェイス                             |                                                                |
| 1976      | 神の銃 God's gun                                                                                     | サム・クレイトン                           |                                                                |
| 1977      | 監獄都市ブラッド Welcome to Blood City                                                               | フレンドランダー                           |                                                                |
| 1978      | 死刑は俺の手で The One Man Jury                                                                      | ウェイド警部補                             |                                                                |
| 1979      | ザ・7エンジェルス Angels' Brigade                                                                    | マイク・ファレル                           |                                                                |
| 1979      | ヒットマン Portrait of a Hitman                                                                      | ジム・バック                               |                                                                |
| 1979      | アンディ・ウォーホールのコカインカウボーイ Cocaine Cowboys                                           | ラファエル                                 |                                                                |
| 1980      | ニンジャリアン Without Warning                                                                       | ジョー・テイラー                           |                                                                |
| 1980      | ホーク・ザ・ストレイヤー/魔宮の覇者 Hawk the Slayer                                                  | ボルトン                                   |                                                                |
| 1982      | ジャンク・イン・ザ・ダーク Alone in the Dark                                                         | フランク・ホークス                         |                                                                |
| 1987      | タイムスリップTOゴア Gor                                                                             | Xenos                                      |                                                                |
| 1987      | バグダッド・カフェ Out of Rosenheim                                                                  | ルーディ                                   |                                                                |
| 1988      | ヤングガン Young Guns                                                                                | ローレンス・G・マーフィー                  |                                                                |
| 1989      | タイムスリップTOゴア2 Outlaw of Gor                                                                  | Xenos                                      |                                                                |
| 1989      | バットマン Batman                                                                                    | カール・グリソム                           |                                                                |
| 1989      | デッドフォール Tango & Cash                                                                          | イヴ・ペレット                             |                                                                |
| 1990      | クライシス2050 Solar Crisis                                                                          | トラビス                                   |                                                                |
| 1991      | シティ・スリッカーズ City Slickers                                                                   | カーリー                                   | アカデミー助演男優賞 受賞 ゴールデングローブ賞 助演男優賞 受賞 |
| 1993      | サイボーグ2 Cyborg 2                                                                                 | マーシー                                   | ビデオ作品                                                     |
| 1994      | コップス&ロバーソン Cops and Robbersons                                                              | ジェイク・ストーン                         |                                                                |
| 1994      | トワイライト・ゾーン最終章/ロッド・サーリング・スペシャル Twilight Zone: Rod Serling's Lost Classics | ジェレミー・ウィートン博士                 | テレビ映画                                                     |
| 1994      | シティ・スリッカーズ2/黄金伝説を追え City Slickers II: The Legend of Curly's Gold                    | デューク・ウォッシュバーン                 |                                                                |
| 1995      | バッファロー・ガールズ Buffalo Girls                                                                 | バートル・ボーン                           | テレビ映画                                                     |
| 1999      | 潮風のサラ3/冬の終わり Sarah, Plain and Tall: Winter's End                                           | ジョン                                     | テレビ映画                                                     |
| 2001      | 飛べ!プランサー、僕のトナカイ Prancer Returns                                                        | リチャード                                 | ビデオ作品                                                     |

## 参照
1. ↑  “The Last Role of an American "City Slicker" with a Ukrainian Soul” (2006年12月2日). 2007年9月30日時点のオリジナルよりアーカイブ。2019年5月15日閲覧。
2. ↑  “Veteran western star Palance dies”. BBCニュース. (2006年11月11日) 2019年5月2日閲覧。
3. ↑  “Chuck Palahniuk answers your questions about everything but his books”. The A.V. Club (2007年6月12日). 2019年5月15日閲覧。
4. ↑  「『ゲッタウェイ』のあらすじと解説」『午前十時の映画祭7プログラム』キネマ旬報社、2016年、24頁。ISBN 978-4-87376-831-1。